# Tour de Romandie 2014
68. edycja wyścigu kolarskiego Tour de Romandie odbyła się w dniach 29 kwietnia-4 maja 2014 roku. Liczyła sześć etapów, o łącznym dystansie 633,37 km. Wyścig zaliczany jest do rankingu światowego UCI World Tour 2014.
Etap pierwszy został skrócony z powodu złych warunków atmosferycznych.

## Uczestnicy
Na starcie wyścigu stanęło 19 ekip. Wśród nich znalazło się wszystkie osiemnaście ekip UCI World Tour 2014 oraz jedna zaproszona przez organizatorów.
Lista drużyn uczestniczących w wyścigu:
| Numery | Kod | Drużyna                 |
| ------ | --- | ----------------------- |
| 1-8    | SKY | Team Sky                |
| 11-18  | OPQ | Omega Pharma-Quick Step |
| 21-28  | MOV | Movistar Team           |
| 31-38  | KAT | Team Katusha            |
| 41-48  | ALM | Ag2r-La Mondiale        |
| 51-58  | BMC | BMC Racing Team         |
| 61-68  | TTS | Team Tinkoff-Saxo       |
| 71-78  | TRE | Trek Factory Racing     |
| 81-88  | OGE | Orica-GreenEdge         |
| 91-98  | BEL | Belkin                  |

| Numery  | Kod | Drużyna         |
| ------- | --- | --------------- |
| 101-108 | GRS | Garmin-Sharp    |
| 111-118 | GIA | Giant-Shimano   |
| 121-128 | LAM | Lampre-Merida   |
| 131-138 | CAN | Cannondale      |
| 141-148 | FDJ | FDJ.fr          |
| 151-158 | LTB | Lotto-Belisol   |
| 161-168 | AST | Pro Team Astana |
| 171-178 | EUC | Team Europcar   |
| 181-188 | IAM | IAM Cycling     |

## Etapy
| Etap   | Data        | Start – Meta        | km    | Typ         | Zwycięzca etapu    | Lider              |
| ------ | ----------- | ------------------- | ----- | ----------- | ------------------ | ------------------ |
| prolog | 29 kwietnia | Ascona – Ascona     | 5,57  | ITT         | Michał Kwiatkowski | Michał Kwiatkowski |
| 1.     | 30 kwietnia | Ascona – Sion       | 88,6  | Górski      | Michael Albasini   | Michał Kwiatkowski |
| 2.     | 1 maja      | Sion – Montreux     | 166,5 | Płaski      | Michael Albasini   | Michael Albasini   |
| 3.     | 2 maja      | Le Bouveret – Aigle | 180,2 | Górski      | Simon Špilak       | Simon Špilak       |
| 4.     | 3 maja      | Fribourg            | 174   | Pagórkowaty | Michael Albasini   | Simon Špilak       |
| 5.     | 4 kwietnia  | Neuchâtel           | 18,5  | ITT         | Chris Froome       | Chris Froome       |

### Prolog – 29.04: Ascona, 5,57 km
| #   | Zawodnik           | Zespół | Czas   |
| --- | ------------------ | ------ | ------ |
| 1   | Michał Kwiatkowski | OPQ    | 6' 22" |
| 2   | Rohan Dennis       | GRS    | + 4"   |
| 3   | Marcel Kittel      | GIA    | + 4"   |
|     |                    |        |        |
| 55  | Rafał Majka        | TTS    | + 21"  |
| 112 | Sylwester Szmyd    | MOV    | + 31"  |
| 116 | Paweł Poljański    | TTS    | + 32"  |

| #   | Zawodnik           | Zespół | Czas   |
| --- | ------------------ | ------ | ------ |
| 1   | Michał Kwiatkowski | OPQ    | 6' 22" |
| 2   | Rohan Dennis       | GRS    | + 4"   |
| 3   | Marcel Kittel      | GIA    | + 4"   |
|     |                    |        |        |
| 55  | Rafał Majka        | TTS    | + 21"  |
| 112 | Sylwester Szmyd    | MOV    | + 31"  |
| 116 | Paweł Poljański    | TTS    | + 32"  |

### Etap 1 – 30.04: Ascona – Sion, 88,5 km
| #  | Zawodnik             | Zespół | Czas       |
| -- | -------------------- | ------ | ---------- |
| 1  | Michael Albasini     | OGE    | 2h 11' 11" |
| 2  | José Herrada         | MOV    | + 0"       |
| 3  | Ramūnas Navardauskas | GRS    | + 0"       |
|    |                      |        |            |
| 12 | Michał Kwiatkowski   | OPQ    | + 0"       |
| 19 | Rafał Majka          | TTS    | + 4"       |
| 53 | Paweł Poljański      | TTS    | + 4"       |
| 83 | Sylwester Szmyd      | MOV    | + 57"      |

| #  | Zawodnik             | Zespół | Czas       |
| -- | -------------------- | ------ | ---------- |
| 1  | Michał Kwiatkowski   | OPQ    | 2h 17' 33" |
| 2  | Michael Albasini     | OGE    | + 5"       |
| 3  | Ramūnas Navardauskas | GRS    | + 5"       |
|    |                      |        |            |
| 35 | Rafał Majka          | TTS    | + 25"      |
| 46 | Paweł Poljański      | TTS    | + 36"      |
| 84 | Sylwester Szmyd      | MOV    | + 1' 28"   |

### Etap 2 – 01.05: Sion – Montreux, 166,5 km
| #  | Zawodnik           | Zespół | Czas       |
| -- | ------------------ | ------ | ---------- |
| 1  | Michael Albasini   | OGE    | 4h 12' 22" |
| 2  | Tony Hurel         | EUC    | + 0"       |
| 3  | Giacomo Nizzolo    | TRE    | + 0"       |
|    |                    |        |            |
| 5  | Michał Kwiatkowski | OPQ    | + 0"       |
| 22 | Paweł Poljański    | TTS    | + 0"       |
| 36 | Rafał Majka        | TTS    | + 0"       |
| 85 | Sylwester Szmyd    | MOV    | + 0"       |

| #  | Zawodnik             | Zespół | Czas       |
| -- | -------------------- | ------ | ---------- |
| 1  | Michael Albasini     | OGE    | 6h 29' 50" |
| 2  | Michał Kwiatkowski   | OPQ    | + 5"       |
| 3  | Ramūnas Navardauskas | GRS    | + 10"      |
|    |                      |        |            |
| 30 | Rafał Majka          | TTS    | + 30"      |
| 45 | Paweł Poljański      | TTS    | + 41"      |
| 77 | Sylwester Szmyd      | MOV    | + 1' 41"   |

### Etap 3 – 02.05: Le Bouveret – Aigle, 180,2 km
| #  | Zawodnik           | Zespół | Czas       |
| -- | ------------------ | ------ | ---------- |
| 1  | Simon Špilak       | KAT    | 5h 09' 23" |
| 2  | Chris Froome       | SKY    | + 0"       |
| 3  | Rui Costa          | LAM    | + 57"      |
|    |                    |        |            |
| 13 | Rafał Majka        | TTS    | + 2' 00"   |
| 58 | Paweł Poljański    | TTS    | + 22' 52"  |
| 79 | Sylwester Szmyd    | MOV    | + 30' 45"  |
| 80 | Michał Kwiatkowski | OPQ    | + 30' 45"  |

| #  | Zawodnik           | Zespół | Czas        |
| -- | ------------------ | ------ | ----------- |
| 1  | Simon Špilak       | KAT    | 11h 39' 25" |
| 2  | Chris Froome       | SKY    | + 1"        |
| 3  | Rui Costa          | LAM    | + 1' 02"    |
|    |                    |        |             |
| 12 | Rafał Majka        | TTS    | + 2' 18"    |
| 57 | Paweł Poljański    | TTS    | + 23' 31"   |
| 70 | Michał Kwiatkowski | OPQ    | + 30' 38"   |
| 78 | Sylwester Szmyd    | MOV    | + 32' 14"   |

### Etap 4 – 03.05: Fribourg, 174 km
| #  | Zawodnik           | Zespół | Czas       |
| -- | ------------------ | ------ | ---------- |
| 1  | Michael Albasini   | OGE    | 4h 14' 21" |
| 2  | Thomas Voeckler    | EUC    | + 0"       |
| 3  | Jan Bakelants      | OPQ    | + 0"       |
|    |                    |        |            |
| 36 | Paweł Poljański    | TTS    | + 9"       |
| 42 | Rafał Majka        | TTS    | + 9"       |
| 61 | Sylwester Szmyd    | MOV    | + 9"       |
| -  | Michał Kwiatkowski | OPQ    | DNS        |

| #  | Zawodnik        | Zespół | Czas        |
| -- | --------------- | ------ | ----------- |
| 1  | Simon Špilak    | KAT    | 15h 53' 55" |
| 2  | Chris Froome    | SKY    | + 1"        |
| 3  | Rui Costa       | LAM    | + 1' 02"    |
|    |                 |        |             |
| 12 | Rafał Majka     | TTS    | + 2' 18"    |
| 54 | Paweł Poljański | TTS    | + 23' 31"   |
| 71 | Sylwester Szmyd | MOV    | + 32' 14"   |

### Etap 5 – 04.05: Neuchâtel, 18,5 km
| #   | Zawodnik        | Zespół | Czas     |
| --- | --------------- | ------ | -------- |
| 1   | Chris Froome    | SKY    | 24' 50"  |
| 2   | Tony Martin     | OPQ    | + 1"     |
| 3   | Jesse Sergent   | TRE    | + 8"     |
|     |                 |        |          |
| 33  | Rafał Majka     | TTS    | + 1' 15" |
| 84  | Paweł Poljański | TTS    | + 2' 36" |
| 107 | Sylwester Szmyd | MOV    | + 3' 10" |

| #  | Zawodnik        | Zespół | Czas        |
| -- | --------------- | ------ | ----------- |
| 1  | Chris Froome    | SKY    | 16h 18' 46" |
| 2  | Simon Špilak    | KAT    | + 28"       |
| 3  | Rui Costa       | LAM    | + 1' 32"    |
|    |                 |        |             |
| 13 | Rafał Majka     | TTS    | + 3' 32"    |
| 54 | Paweł Poljański | TTS    | + 25' 56"   |
| 71 | Sylwester Szmyd | MOV    | + 35' 23"   |

## Liderzy klasyfikacji po etapach
| Etap                 | Zwycięzca            | Klasyfikacja generalna | Klasyfikacja sprinterska | Klasyfikacja górska | Klasyfikacja młodzieżowa | Klasyfikacja drużynowa  |
| -------------------- | -------------------- | ---------------------- | ------------------------ | ------------------- | ------------------------ | ----------------------- |
| P                    | Michał Kwiatkowski   | Michał Kwiatkowski     | —                        | —                   | Michał Kwiatkowski       | Omega Pharma-Quick Step |
| 1                    | Michael Albasini     | Michał Kwiatkowski     | Vincenzo Nibali          | Johann Tschopp      | Michał Kwiatkowski       | Omega Pharma-Quick Step |
| 2                    | Michael Albasini     | Michael Albasini       | Martin Kohler            | Johann Tschopp      | Michał Kwiatkowski       | Omega Pharma-Quick Step |
| 3                    | Simon Špilak         | Simon Špilak           | Martin Kohler            | Johann Tschopp      | Jesús Herrada            | Movistar Team           |
| 4                    | Michael Albasini     | Simon Špilak           | Martin Kohler            | Johann Tschopp      | Jesús Herrada            | Movistar Team           |
| 5                    | Chris Froome         | Chris Froome           | Martin Kohler            | Johann Tschopp      | Jesús Herrada            | Movistar Team           |
| Klasyfikacja końcowa | Klasyfikacja końcowa | Chris Froome           | Martin Kohler            | Johann Tschopp      | Jesús Herrada            | Movistar Team           |

## Klasyfikacje końcowe

### Klasyfikacja generalna
|    | Zawodnik        | Zespół            | Czas        |
| -- | --------------- | ----------------- | ----------- |
| 1  | Chris Froome    | Team Sky          | 16h 18' 46" |
| 2  | Simon Špilak    | Team Katusha      | + 28"       |
| 3  | Rui Costa       | Lampre-Merida     | + 1' 32"    |
| 4  | Mathias Frank   | IAM Cycling       | + 1' 54"    |
| 5  | Vincenzo Nibali | Pro Team Astana   | + 2' 03"    |
| 6  | Beñat Intxausti | Movistar Team     | + 2' 14"    |
| 7  | Jakob Fuglsang  | Pro Team Astana   | + 2' 16"    |
| 8  | Ion Izagirre    | Movistar Team     | + 2' 31"    |
| 9  | Jesús Herrada   | Movistar Team     | + 2' 32"    |
| 10 | Thibaut Pinot   | FDJ.fr            | + 2' 41"    |
|    |                 |                   |             |
| 13 | Rafał Majka     | Team Tinkoff-Saxo | + 3' 32"    |
| 54 | Paweł Poljański | Team Tinkoff-Saxo | + 25' 56"   |
| 71 | Sylwester Szmyd | Movistar Team     | + 35' 23"   |

|    | Zawodnik         | Zespół            | Punkty |
| -- | ---------------- | ----------------- | ------ |
| 1  | Johann Tschopp   | IAM Cycling       | 30     |
| 2  | Cyril Gautier    | Team Europcar     | 28     |
| 3  | Chris Froome     | Team Sky          | 12     |
| 4  | Jean-Marc Marino | Cannondale        | 12     |
| 5  | Pirmin Lang      | IAM Cycling       | 10     |
|    |                  |                   |        |
| 27 | Paweł Poljański  | Team Tinkoff-Saxo | 1      |

|   | Zawodnik          | Zespół                  | Punkty |
| - | ----------------- | ----------------------- | ------ |
| 1 | Martin Kohler     | BMC Racing Team         | 12     |
| 2 | Alexis Vuillermoz | Ag2r-La Mondiale        | 10     |
| 3 | Vincenzo Nibali   | Pro Team Astana         | 6      |
| 4 | Jan Bakelants     | Omega Pharma-Quick Step | 6      |
| 5 | Cyril Gautier     | Team Europcar           | 6      |

|   | Zawodnik           | Zespół            | Czas        |
| - | ------------------ | ----------------- | ----------- |
| 1 | Jesús Herrada      | Movistar Team     | 16h 21' 01" |
| 2 | Thibaut Pinot      | FDJ.fr            | + 16"       |
| 3 | Edward Beltrán     | Team Tinkoff-Saxo | + 10' 50"   |
| 4 | Georg Preidler     | Giant-Shimano     | + 11' 55"   |
| 5 | Sergiej Czernetski | Team Katusha      | + 13' 59"   |
|   |                    |                   |             |
| 8 | Paweł Poljański    | Team Tinkoff-Saxo | + 23' 41"   |

|   | Zespół            | Czas        |
| - | ----------------- | ----------- |
| 1 | Movistar Team     | 49h 02′ 34″ |
| 2 | IAM Cycling       | + 2' 48"    |
| 3 | Pro Team Astana   | + 7' 13"    |
| 4 | Team Katusha      | + 11' 42"   |
| 5 | Team Tinkoff-Saxo | + 15' 34"   |